# Kodai Watanabe
Kodai Watanabe (渡辺 広大 Watanabe Kodai?), född 4 december 1986 i Chiba prefektur, är en japansk fotbollsspelare.
Watanabe började sin karriär 2005 i Vegalta Sendai. Han spelade 170 ligamatcher för klubben. 2015 flyttade han till Montedio Yamagata. Efter Montedio Yamagata spelade han för Renofa Yamaguchi FC och Thespakusatsu Gunma.